# Jardín botánico del bosque de Hunan
El jardín botánico del bosque de Hunan (en chino, 湖南省森林植物园) o en pinyin, Zhíwùyuán húnán shěng sēnlín, es un bosque preservado, parque y jardín botánico de 1800 hectáreas de extensión que se encuentra próximo a la ciudad de Changsha en China.
Depende administrativamente del Departamento Forestal  de la provincia de Hunan. 
El código de identificación internacional del Jardín Botánico del bosque de Hunan, así como las siglas de su herbario es HUNFO.

## Localización
El "Jardín Botánico del bosque de Hunan", se encuentra situado en la Ciudad Dongjingpu del distrito Yuhua, en las cercanías de Changsha.
Jardín Botánico del bosque de Hunan No. 111 Botanical Garden Road Dongjing Town, Yuhua District Changsha Hunan 410116, China.
Planos y vistas satelitales.28°12′29.88″N 113°0′29.88″E / 28.2083000, 113.0083000
- Altitud 110 m s. n. m.
- Temperatura media anual 18.7 °C
- Promedio de lluvia anual 1143 mm.

## Historia
El "Jardín Botánico del bosque de Hunan", fundado en enero de 1985 con la aprobación de la Comisión Estatal de Ciencia y Tecnología, del Gobierno Popular de la provincia de Hunan.
Es una institución de investigación científica sin fines de lucro , perteneciente al Departamento Forestal de la provincia de Hunan. Hay 187 empleados. 
También fue aprobado por el antiguo Ministerio Forestal del Estado, para ser el centro de visitantes del « Parque Forestal Nacional Tianjiling » en 1992 y ser el Centro de Cría y de rescate de la fauna de la provincia de Hunan en 1994.
Desde el 1º de noviembre al 1º de diciembre de 2013, se celebró el 1º « Hunan International Festival of the Circus ».
Actualmente (2014) tiene unos fuertes lazos de cooperación con el Morton Arboretum.

## Colecciones
Con una superficie de 1.800 hectáreas y con una cubierta forestal de más del 90%. Es en parte un jardín botánico e integrante de los parques forestales nacionales, que se encuentra en el centro de la ciudad, y en la actualidad el único jardín botánico de plantas recolectadas en los bosques y la vida silvestre en China. 
En los jardines formales hay una colección de cerezos ornamentales, azaleas y plantas ornamentales de temporada haciendo presentaciones de gran profusión de ejemplares como los tulipanes por ejemplo.

## Servicios
- Salas de exposiciones
- Restaurantes
- Puestos de venta